# Målet (krigsføring)
Princippet om målet er et af krigsføringens grundprincipper. Disse grundprincipper er pr. definition ligeværdige; men princippet om målet anses alligevel ofte for at være en slags primus inter paris. Princippet om målet tilsiger, at målet for enhver (militær) operation skal være klart defineret, opnåeligt og afgørende.
I udtrykket klart defineret ligger, at målet skal være tydeligt formuleret med enkle ord; men der ligger også, at det skal være kendt af alle deltagere og at der skal herske enighed om det og forståelse for det. At målet skal være opnåeligt betyder, at der skal være en rimelig sandsynlighed for, at målet kan opnås med de tilgængelige kræfter. At målet er afgørende betyder endelig, at opnåelsen af målet skal skabe et klart bedre udgangspunkt for det videre forløb.

## Eksempler
Slaget ved Gaugamela er et klassisk eksempel på en hærførers evne til at holde målet for øje. I slaget stod Alexander Den Store i numerisk undertal over for den persiske konge Dareios 3. Alexander havde identificeret Dareios som omdrejningspunktet for den persiske hær. Under slaget fører Alexander selv dele af sit rytteri direkte mod midten af persernes opstilling, hvor det lykkedes at jage den persiske konge på flugt. Da resten af den persiske hær opdager at deres konge flygter, opgiver de også kampen og tager flugten.
Slaget illustrerer hvorledes en sikker identifikation af målet og en entydig fokus på at nå det afgør slaget.
Vietnamkrigen nævnes ofte som et eksempel på, hvad der sker, når princippet om målet ikke respekteres. USA gik ind i krigen ud fra en forestilling om, at man ville standse kommunismens udbredelse. Men det blev aldrig klart, hvad der præcist lå heri. Handlede det f.eks. om at opretholde Vietnams deling? Ønskede man at indføre demokrati i landet? Var det Kinas og/eller USSR's indflydelse i området, der skulle begrænses?
Som en konsekvens af Vietnamkrigen blev princippet om målet tydeligt opprioriteret. En af de vigtigste repræsentanter for denne tankegang var Colin Powell, der som stabschef holdt hårdt på, at USA ikke igen måtte gå ind i en krig, hvor målet ikke var fuldstændigt klart. Det førte frem til Golfkrigen. Her var målet, at befri Kuwait og genindsætte Kuwaits regering, samt svække Iraks hær så kraftigt, at den ikke igen kunne udgøre en trussel mod Kuwait. Det var fra starten klart defineret, alle deltagere i alliancen var enige om det og dette mål blev nået.
Mod krigens slutning opstod ideen om at fortsætte mod Bagdad og afsætte Saddam Hussein; men Colin Powell og andre ansvarlige holdt hårdt på, at dette ikke var en del af målet.
Irakkrigen kan igen ses som et eksempel på manglende overholdelse af princippet om målet. Fra forskellige sider er der fremført en række forskellige mål:
- at afsætte Saddam Hussein.
- at fjerne Iraks masseødelæggelsesvåben.
- at udbrede demokrati i Mellemøsten.
- at sikre olieforsyningen.
- at gennemføre FN's sanktioner.
- at stoppe Iraks støtte til terrorister.

Men der blev aldrig defineret et entydigt mål, som alle alliancens parter var enige om.